# Internationale Föderation Psychoanalytischer Gesellschaften
Die Internationale Föderation Psychoanalytischer Gesellschaften (IFPS) ist eine internationale Vereinigung zur Pflege und Weiterentwicklung der Psychoanalyse. Sie wurde 1962 gegründet und umfasste 2011 insgesamt 26 Fachgesellschaften in Europa, Nord- und Lateinamerika mit annähernd 3.000 Mitgliedern. Die Vereinssprache ist Englisch, daher die Abkürzung. Sie steht für International Federation of Psychoanalytic Societies. Sitz der Vereinigung ist der Tätigkeitsort des jeweiligen Vorsitzenden, derzeit (2011) Oslo.

## Gründungsidee und -geschichte
Die IFPS ist der Idee eines Pluralismus in der Psychoanalyse verpflichtet, ebenso dem interdisziplinären Austausch in Fragen mikro- und makrosozialer Prozesse. Völlige organisatorische und wissenschaftliche Autonomie wie auch die Gleichberechtigung aller Teilgesellschaften sind wesentliche Vorgaben der Vereinigung. Vereinspolitisch beherrschte damals die Internationale Psychoanalytische Vereinigung die internationale Szene. Sie war strikt auf das Erbe von Sigmund Freud ausgerichtet und galt als konservativ und in mancher Hinsicht orthodox. Mit der Gründung der IFPS sollte dazu ein Gegengewicht geschaffen werden. Sie sollte neueren Entwicklungen wie der Sozialanalyse von Erich Fromm und Igor Caruso und der Neopsychoanalyse von Harry S. Sullivan und Harald Schultz-Hencke, die in der IPV damals wenig beachtet wurden, zu mehr Ansehen und Geltung zu verhelfen.
Als Hintergrund spielte bei der Gründung eine Rolle, dass die Deutsche Psychoanalytische Gesellschaft, von der die stärkste Initiative zur Gründung ausging, nach der Wiedergründung 1946 den Anschluss an die internationale Psychoanalyse nicht zurückgewonnen hatte und in die Isolation zu geraten drohte.
Die Gründung erfolgte 1962 in Amsterdam auf einem internationalen Kongress, an dem die führenden Köpfe der neueren Strömungen und progressiven Schulrichtungen der damaligen Psychoanalyse teilnahmen. Die Gründungsgesellschaften waren die Deutsche Psychoanalytische Gesellschaft, die damals unter einem starken Einfluss der Berliner neopsychoanalytischen Schule von Schultz-Hencke stand, die Sociedad Psicoanalitica Mexicana A.C. unter der Leitung von Erich Fromm, der Wiener Arbeitskreis für Tiefenpsychologie, der von Caruso gegründet worden war (heute: Österreichische Arbeitskreise für Psychoanalyse) und die William Alanson White Psychoanalytic Society, New York, in der die Ideen von Sullivan, Frieda Fromm Reichmann, Karen Horney und anderen Anhängern der "Kulturschulen" gepflegt wurden.

## Aktivitäten
In ihrer 50-jährigen Geschichte war die Hauptaktivität der IFPS die Organisation Internationaler Foren für Psychoanalyse und wissenschaftlicher Konferenzen. Sie veranstaltete bisher 15 internationale Foren, darunter Großkongresse wie in Zürich 1965, in Mexiko-Stadt 1969, in Berlin 1977, in Rio de Janeiro 1989, in Belo Horizonte 2004 und in Athen 2010. Sie hat außerdem bisher acht wissenschaftliche Konferenzen unterstützt, u. a. in Göttingen 1968, in Haikko (Finnland) 1980 und in München 1992. Die Föderation gibt außerdem die Fachzeitschrift International Forum of Psychoanalysis heraus, die seit 1991 mit vier Ausgaben pro Jahr erscheint und inzwischen zu den bedeutenden englischsprachigen Organen im Feld der Psychoanalyse gehört. Sie ist für alle Autoren unabhängig von ihrer Zugehörigkeit zu einer speziellen Strömung in der Psychoanalyse oder einer Fachgesellschaft offen.